# Varicopeza
Varicopeza là một chi ốc biển, là động vật thân mềm chân bụng sống ở biển trong họ Cerithiidae.

## Các loài
Các loài trong chi Varicopeza bao gồm:
- Varicopeza crystallina (Dall, 1881)[2]
- Varicopeza pauxilla (A. Adams, 1855)[3]